# 独山镇 (六安市)
独山镇，是中华人民共和国安徽省六安市裕安区下辖的一个乡镇级行政单位。

## 行政区划
独山镇下辖以下地区：
街道社区、双庙村、龙井村、机场村、长生桥村、六里冲村、黄窑村、怀华寺村、午旗畈村、太安村、钱店村、长竹村、观音洞村、双峰村、游芳冲村、马家畈村、独山村、黄荆滩村、南焦湾村、沙岗店村和源潭湾村。